# 鲍家科
鲍家科（1955年—），广东珠海人，汉族，中华人民共和国政治人物、第十二届全国人民代表大会贵州地区代表。
毕业于贵阳医学院药学专业。加入中国国民党革命委员会。2013年，担任全国人大代表。